# Trey Lance
Pour les articles homonymes, voir Trey et Lance.
(en) Statistiques sur pro-football-reference
Trey Lance, né le 9 mai 2000 à Marshall (Minnesota), est un joueur américain de football américain évoluant au poste de quarterback en National Football League (NFL).
Entre 2018 et 2020, il joue au niveau universitaire pour le Bison de North Dakota State au sein de la NCAA Division I Football Championship Subdivision (FCS),.
Il est ensuite sélectionné en 3e choix global lors du premier tour de la draft 2021 de la NFL par la franchise des 49ers de San Francisco. Il y reste jusqu'en 2022 et est ensuite échangé aux Cowboys de Dallas contre un choix de 4e tour de la draft 2024,.